# Mostafa Seyed Rezaei Khormizi
Mostafa Seyed Rezaei Khormizi (né le 6 juin 1984) est un coureur cycliste iranien.

## Palmarès
- 2004
  - 2e du Tour d'Azerbaïdjan
- 2005
  - 7e étape du Tour d'Azerbaïdjan
- 2006
  - 3e du Tour d'Indonésie
- 2008
  - 1re étape du Kerman Tour

## Classements mondiaux
| Année           | 2005 | 2006 | 2007 | 2008 |
| --------------- | ---- | ---- | ---- | ---- |
| UCI Asia Tour   | 41e  | 41e  | 139e | 192e |
| UCI Europe Tour |      |      |      | 812e |